# Sportåret 1864

## Händelser

### Baseboll
- Brooklyn Atlantics vinner National Association of Base Ball Players.[1]

### Boxning

#### Okänt datum
- Tom King drar sig tillbaka, och den engelska mästerskapstiteln blir vakant fram till 1866.[2]
- Amerikanske mästaren Joe Coburn misslyckas med att få till en match mot tidigare engelska mästaren Jem Mace. Coburn utmanas av Mike McCoole och Jimmy Elliott.[3]

### Cricket

#### Okänt datum
- Surrey CCC vinner County Championship [4].

### Fotboll

#### Januari
- 9 januari - Den första officiella fotbollsmatchen med Football Associations regler spelades på Battersea Park.

### Rodd

#### Mars
- 19 mars - Oxfords universitet vinner universitetsrodden mot Universitetet i Cambridge.

## Födda
- 3 juni – Ransom Eli Olds, amerikansk racerförare.
- 9 oktober – Maud Watson, brittisk tennisspelare.
- 12 november – Marcel Vacherot, fransk tennisspelare.
- 27 november – Gustaf Boivie, svensk sportskytt.
- 9 december – Willoughby Hamilton, irländsk tennisspelare.
- 10 december – Carl Hellström, svensk seglare.
- 18 december – Per-Olof Arvidsson, svensk sportskytt.

### Fotnoter
1. ↑  ”Charlton's Baseball Chronology - 1864” (på engelska). Charlton's Baseball Chronology. Arkiverad från originalet den 20 september 2015. https://web.archive.org/web/20150920141336/http://www.baseballlibrary.com/chronology/byyear.php?year=1864. Läst 15 augusti 2015.
2. ↑  Cyber Boxing Zone – Tom King. läst 8 november 2009.
3. ↑  Cyber Boxing Zone – Joe Coburn. läst 8 november 2009.
4. ↑  En inofficiell titel fram till december 1889 då första officiella County Championship spelades.